# Нежность моя
«Нежность моя» — девятый студийный альбом российской певицы Валерии, вышедший в апреле 2006 года.

## История выхода альбома
Запись альбома была сделана в России в 2005 году и в начале 2006 года. Альбом поступил в продажу 3 апреля 2006 года в двух форматах: CD и CD+DVD (подарочное издание). Главные дистрибьюторы диска в России — «Первое Музыкальное Издательство» и Концерн «Группа „Союз“». Альбом также вышел ограниченным тиражом в Белоруссии, Латвии и на Украине. В поддержку диска Валерия в ноябре 2006 года дала сольный концерт в Москве, в спорткомплексе «Олимпийском», а также около 20 концертов в странах СНГ и Балтики. Ведущим композитором и музыкальным продюсером нового альбома стал руководитель «Фабрики звёзд» Виктор Дробыш, также занимавшийся и предыдущей пластинкой Валерии «Страна любви». Также впервые в альбоме Валерии присутствует дуэт — песня «Расставание», исполненная со Стасом Пьехой.

## Список композиций
| №  | Название трека                                                            | Продолжительность |
| -- | ------------------------------------------------------------------------- | ----------------- |
| 1  | «Нежность моя» (музыка: В. Дробыш; слова: О. Попков)                      | 03:42             |
| 2  | «Я лечу» (музыка: И. Баграмов; слова: М. Смирягин)                        | 04:12             |
| 3  | «От разлуки до любви» (музыка: В. Дробыш; слова: А. А’Ким)                | 03:39             |
| 4  | «Просто так» (музыка: В. Дробыш; слова: А. А’Ким)                         | 04:15             |
| 5  | «Ты поймешь» (музыка: В. Дробыш, M. Kolehmainen; слова: А. А’Ким)         | 03:04             |
| 6  | «Гаснут небеса» (музыка: И. Баграмов; слова: Т. Иванова)                  | 04:50             |
| 7  | «Танец для двоих» (музыка: В. Дробыш, M. Kolehmainen; слова: О. Попков)   | 04:04             |
| 8  | «Полет» (музыка: M. Kolehmainen; слова: Т. Иванова)                       | 03:04             |
| 9  | «Игра не любовь» (музыка: M. Kolehmainen; слова: Т. Иванова)              | 02:46             |
| 10 | «Ты поймешь (remix)» (музыка: В. Дробыш, M. Kolehmainen; слова: А. А’Ким) | 02:47             |
| 11 | «Я лечу (remix)» (музыка: И. Баграмов; слова: М. Смирягин)                | 04:05             |

Бонус треки:
| №  | Название трека                                                     | Продолжительность |
| -- | ------------------------------------------------------------------ | ----------------- |
| 12 | «Ключики» (музыка: В. Дробыш; слова: Л. Стюф)                      | 03:16             |
| 13 | «Отпусти меня» (музыка: И. Крутой; слова: Л. Стюф)                 | 03:31             |
| 14 | «Маленький самолет» (музыка: А. Сахаров; слова: А. Сахаров)        | 03:16             |
| 15 | «Расставание» (feat. С. Пьеха) (музыка: В. Дробыш; слова: Л. Стюф) | 04:18             |

## Подарочное издание
Подарочная версия альбома помимо самого альбома содержит дополнительный DVD с клипами и двумя документальными хрониками их создания.
Клипы:
- Расставание (feat. С. Пьеха)
- Маленький самолёт
- Радуга-дуга
- Отпусти меня
- Была любовь
- Нежность моя
- Часики
- Ты грустишь (feat. С. Пьеха)

Бонус видео:
- Маленький самолёт (история создания клипа)
- Была любовь (история создания клипа)